# Водоспад Накундай
Водоспад Накундай (ісп. Saltos del Salto Nacunday, що у перекладі з мови гуарані означає "крик чаплі") — водоспад, що розташований в однойменному національному парку Парагваю на річці Парана. Він вважається найбільшим у країні, після «смерті» водоспаду Гуайра. Його висота становить приблизно 35-40 м, а ширина 110 м.
Внизу під водоспадом є невеличкий острів, який був утворенний за доволі цікавих умов. Коли різні дерева, колоди падали у річку, їх відносило течією до водоспаду, де вони падали і збивалися в одному місці створивши спочатку невеликий горб, а потім вже і острів з невеликою рослинністю.